# Frank McLintock
Frank McLintock, MBE (* 28. Dezember 1939 in Glasgow) ist ein ehemaliger schottischer Fußballspieler.

## Leben und Karriere
McLintock begann seine Karriere bei Leicester City. Sein Debüt für Leicester machte der Schotte 1959. Im Oktober 1964, nach zwei verlorenen Pokalendspielen und einem verlorenen Ligapokalendspiel mit Leicester City, wurde er vom FC Arsenal unter Vertrag genommen. Der McLintock wurde dort Spielmacher und Kapitän der Mannschaft. Nach weiteren zwei Niederlagen in Ligapokalendspielen gewann er 1970 endlich seinen ersten Titel: den UEFA-Cup. Ein Jahr später folgten die englische Meisterschaft und der englische Pokal. In jenem Jahr (1971) wurde er zum Fußballer des Jahres in England gekürt. 1973 wurde er an die Queens Park Rangers verkauft. Vier Jahre später beendete er seine aktive Laufbahn. Insgesamt lief er in seiner Karriere in über 700 Pflichtspielen auf. International wurde er neun Mal für die schottische Fußballnationalmannschaft eingesetzt. Im Jahre 1972, ein Jahr vor dem Wechsel zu den Queens Park Rangers, bekam er einen Orden für Dienste für das Britische Empire von Königin Elisabeth II. überreicht. Nach seiner Spielerkarriere war er noch erfolglos bei Leicester City, FC Brentford und dem FC Millwall als Trainer tätig. McLintock machte nach seiner ersten Karriere als Fußballer eine Karriere als Redner und Analytiker für die BBC und Sky Sports.

### Erfolge
- 1 × englischer Meister mit dem FC Arsenal (1971)
- 1 × englischer Pokalsieger mit dem FC Arsenal (1971)
- 1 × UEFA-Cup-Sieger mit dem FC Arsenal (1970)
- 1 × englischer Fußballer des Jahres (1971)